# Бентанкур, Кармело
Кармело Бентанкур (исп. Carmelo Bentancur; 4 июля 1899, Дурасно, Уругвай — ?) — уругвайский фехтовальщик, участник летних Олимпийских игр 1936 года.

## Спортивная биография
В 1936 году Кармело Бентанкур принял участие в летних Олимпийских играх в Берлине. В первом раунде личных соревнований саблистов Бентанкур провёл 7 поединков, в четырёх из которых победил. По итогам группового раунда Бентанкур набрал столько же побед, как и британский фехтовальщик Робин Брук, но по результатам личной встречи Кармело уступил Бруку заветную 4-ю позицию, дававшую право продолжить борьбу за медали. В командной сабле в первом раунде уругвайским фехтовальщикам противостояла сборная Румынии. Бентанкур выиграл у румынских спортсменов 2 поединка из четырёх, а общий счёт матча составил 8:8, но по количеству уколов впереди оказались уругвайцы 60:57. Второй поединок в группе уругвайские спортсмены должны были провести со сборной Германии, но поскольку хозяева соревнований также одолели румын, а по регламенту в следующий раунд проходили 2 страны, то было принято решение матч между Уругваем и Германией не проводить. В четвертьфинале Уругвай встречался со сборными Австрии и Венгрии. В первом поединке уругвайцы на равных сражались с австрийцами, но 4 поражения Бентанкура поставили крест на надеждах уругвайцев на победу. Во втором поединке против сборной Венгрии, который Уругвай проиграл со счётом 2:14, Бентанкур не принимал участия.